# 多美麗
參數所指定的目標頁面不存在，建議更正成存在頁面或直接建立下列一個頁面（建立前請先搜尋是否有合適的存在頁面可以取代）：
- 十三里

《多美麗》（英語：Unreachable）是香港歌手鄧紫棋的一首歌曲，收錄於她的第七張專輯《摩天動物園》。歌曲結合流行、電子舞曲元素，描述友達以上戀人未滿時刻，曖昧不明階段時的美麗。

## 創作背景
《多美麗》作為專輯第十一首歌曲，使用了強烈的合成器音效，象徵蝴蝶，描述的是珍貴的事通常都是抓不住的，並感謝一路上幫助自己的人。

## 音樂影片
音樂影片預告片於5月19日發佈，2020年5月20日於YouTube首播，音樂影片取景自摩納哥的蒙地卡羅。

## 製作名單
名單來源：歌曲《多美麗》MV 
- 鄧紫棋 – 人聲、詞曲創作、製作人、和音
- T-Ma 馬敬恆 – 製作人、編曲、錄音、音頻工程
- SILVERSTRIKE – 編曲
- Brian Paturalski – 混音
- Randy Merrill - 母帶

## 榜單表現
| 榜單                  | 最高 排名 |
| --------------------- | --------- |
| 香港KKBOX華語新歌日榜 | 17        |
| 臺灣KKBOX華語新歌日榜 | 23        |

| 榜單                  | 最高 排名 |
| --------------------- | --------- |
| 香港KKBOX華語新歌週榜 | 19        |
| 臺灣KKBOX華語新歌週榜 | 28        |